# Битка код Еликсхајма
Битка код Еликсхајма (позната и као Пролаз кроз линију Брабанта) одиграла се 18. јула 1705. током Рата за шпанско наслеђе. Савезничке снаге којима је командовао војвода од Молбороа успешно су се пробиле кроз француски систем утврђења који се протезао на линији између Антверпена и Намира у дужини од 70 mi (110 km).